# 徳島県の資格者配置路線
徳島県の資格者配置路線（とくしまけんのしかくしゃはいちろせん）とは、交通誘導警備業務に関し、道路又は交通の状況により、徳島県公安委員会が道路における危険を防止するため必要と認める路線である。当該路線で交通誘導警備業務を実施するにあたっては、交通誘導警備業務を実施する場所ごとに、交通誘導警備業務1級検定又は2級検定の合格証明書の交付を受けた警備員を1名以上配置しなければならない。

## 告示・施行
- 2006年12月1日：告示　　徳島県公安委員会告示第15号
- 2007年6月1日：施行

## 路線一覧
|    | 路線名                 | 区間                               |
| -- | ---------------------- | ---------------------------------- |
| 1  | 国道11号               | 徳島県の全域                       |
| 2  | 国道32号               | 徳島県の全域                       |
| 3  | 国道55号               | 徳島県の全域                       |
| 4  | 国道192号              | 徳島県の全域                       |
| 5  | 国道193号              | 徳島県美馬市脇町の全域             |
| 6  | 国道195号              | 徳島県の全域                       |
| 7  | 国道318号              | 徳島県の全域                       |
| 8  | 主要地方道鳴門池田線   | 徳島県の全域                       |
| 9  | 主要地方道松茂吉野線   | 徳島県の全域                       |
| 10 | 主要地方道徳島吉野線   | 徳島県の全域                       |
| 11 | 主要地方道徳島上那賀線 | 徳島県の全域                       |
| 12 | 主要地方道線羽ノ浦福井 | 徳島県の全域                       |
| 13 | 主要地方道徳島鴨島線   | 徳島県徳島市及び名西郡石井町の全域 |
| 14 | 主要地方道徳島北灘線   | 徳島県の全域                       |
| 15 | 主要地方道瀬戸撫養線   | 徳島県の全域                       |
| 16 | 県道土成徳島線         | 徳島県の全域                       |